# 가조가야로
가조가야로(Gajogaya-ro)는 경상남도 거창군 거창읍개봉삼거리에서 합천군 가야면을 잇는 경상남도의 도로이다.

## 주요 경유지
경상남도
- 거창군 (거창읍 . 가조면) - 합천군 (가야면)

## 노선 경로
전 구간 지방도 제1084호선에 속하므로 이 노선에 대한 별도 표기는 생략한다.
| 이름                               | 접속 노선                                    | 경유지        | 경유지        | 비고                     |
| 거열로와 직결                      | 거열로와 직결                                | 거열로와 직결 | 거열로와 직결 | 거열로와 직결            |
| ---------------------------------- | -------------------------------------------- | ------------- | ------------- | ------------------------ |
| 개봉사거리                         | 지방도 제1089호선 (창동로) (주곡로)          | 거창군        | 거창읍        |                          |
| 아월교                             |                                              | 거창군        | 거창읍        |                          |
| 살피재                             |                                              | 거창군        | 가조면        |                          |
| 가조교                             |                                              | 거창군        | 가조면        |                          |
| 장기삼거리                         | 가북로                                       | 거창군        | 가조면        |                          |
| 장기2 교차로                       | 지방도 제1099호선                            | 거창군        | 가조면        | 지방도 제1099호선과 중복 |
| 가조 교차로                        | 지방도 제1099호선                            | 거창군        | 가조면        | 지방도 제1099호선과 중복 |
| 가조파출소 가조우체국 가조초등학교 |                                              | 거창군        | 가조면        |                          |
| 마상사거리                         | 마상3길 지산로                               | 거창군        | 가조면        |                          |
| 가조2교                            | 도리6길                                      | 거창군        | 가조면        |                          |
| 도리 교차로                        | 구 88올림픽고속도로                          | 거창군        | 가조면        | 국도 제59호선과 중복     |
| 큰재                               |                                              | 거창군        | 가조면        | 국도 제59호선과 중복     |
| 숭산교 매화교 황산교               |                                              | 합천군        | 가야면        | 국도 제59호선과 중복     |
| (이름 없음)                        | 국도 제59호선 지방도 제1084호선 (가야시장로) | 합천군        | 가야면        | 국도 제59호선과 중복     |

## 주요건물및 시설
- 쉐보레 거창지정서비스 (가조가야로 12/대동리 985-2)
- 롯데택배 거창대리점 (가조가야로 18/대동리 985-4)
- 농협 동거창 농협주유소 (가조가야로 1051/마상리 697-1)
- 가조파출소 (가조가야로 1079/마상리 374-1)
- 가조우체국 (가조가야로 1082/마상리 254-1)
- 가조초등학교 (가조가야로 1087/마상리 336-4)
- CU 거창가조점 (가조가야로 1094/마상리 332)
- 녹동회관경로당 (가조가야로 1296/일부리 136-1)